# فدراسیون بین‌المللی تاریخ و آمار فوتبال
فدراسیون بین‌المللی تاریخ و آمار فوتبال (به انگلیسی: International Federation of Football History & Statistics) یا به اختصار آی‌اف‌اف‌اچ‌اس (به انگلیسی: IFFHS)، نهادی است که به بررسی و ارائه آمار مختلف ورزش فوتبال می‌پردازد. این سازمان در تاریخ ۲۷ مارس ۱۹۸۴ در شهر لایپزیگ، آلمان شروع به کار کرد.
مقر این سازمان برای مدتی در ساختمان شمارهٔ ۱۴۷ خیابان المورور ابوظبی، امارات متحده عربی قرار داشت اما در سال ۲۰۱۰ به بن در آلمان و سپس در سال ۲۰۱۴ به زوریخ نقل مکان کرد. این سازمان زیر نظر فیفا قرار دارد.

## بهترین بازیکنان قرن بیستم
با مشارکت و آراء روزنامه نگاران و بازیکنان پیشین انتخاب شدند:
|    | بازیکن            | ملیت     | آرا   |
| -- | ----------------- | -------- | ----- |
| ۱  | پله               | برزیل    | ۱٬۷۰۵ |
| ۲  | یوهان کرایف       | هلند     | ۱٬۳۰۳ |
| ۳  | فرانتس بکن باوئر  | آلمان    | ۱٬۲۲۸ |
| ۴  | الفردو دی استفانو | آرژانتین | ۱٬۲۱۵ |
| ۵  | دیگو مارادونا     | آرژانتین | ۱٬۲۱۴ |
| ۶  | فرانس پوشکاش      | مجارستان | ۸۱۰   |
| ۷  | میشل پلاتینی      | فرانسه   | ۷۲۲   |
| ۸  | گارینشا           | برزیل    | ۶۲۴   |
| ۹  | اوزه بیو          | پرتغال   | ۵۴۴   |
| ۱۰ | بابی چارلتون      | انگلستان | ۵۰۸   |

## رده‌بندی بهترین باشگاه‌های تاریخ جهان
رده‌بندی بهترین باشگاه‌های تاریخ جهان با در نظر گرفتن نتایج تیم‌ها در لیگ‌های داخلی، جام حذفی و رقابت‌های بین‌قاره‌ای - که اکنون تحت عنوان جام باشگاه‌های جهان برگزار می‌شود - تعیین می‌شود. با توجه به این که این اطلاعات از ۱ ژانویهٔ ۱۹۹۱ آغاز به جمع‌آوری شده است، تعیین چنین لیستی تنها از آن تاریخ ممکن است.
لیست برترین باشگاه‌های تاریخ هر سال به روزرسانی می‌شود. برای تهیهٔ این لیست، فدراسیون بین‌المللی تاریخ و آمار فوتبال ابتدا لیست ۵۰ باشگاه برتر هر سال که در ۳۱ دسامبر آن سال منتشر می‌شود را در نظر می‌گیرد و به تیم‌های این لیست امتیازی بین ۱ تا ۵۰ می‌دهد، به‌طوری‌که تیم اول هر سال ۵۰ امتیاز و تیم پنجاهم آن سال ۱ امتیاز می‌گیرند. با جمع همهٔ این امتیازها، لیست برترین تیم‌های تاریخ فوتبال دنیا به دست می‌آید.

## بهترین بازی‌ساز جهان از نگاه آی‌اف‌اف‌اچ‌اس

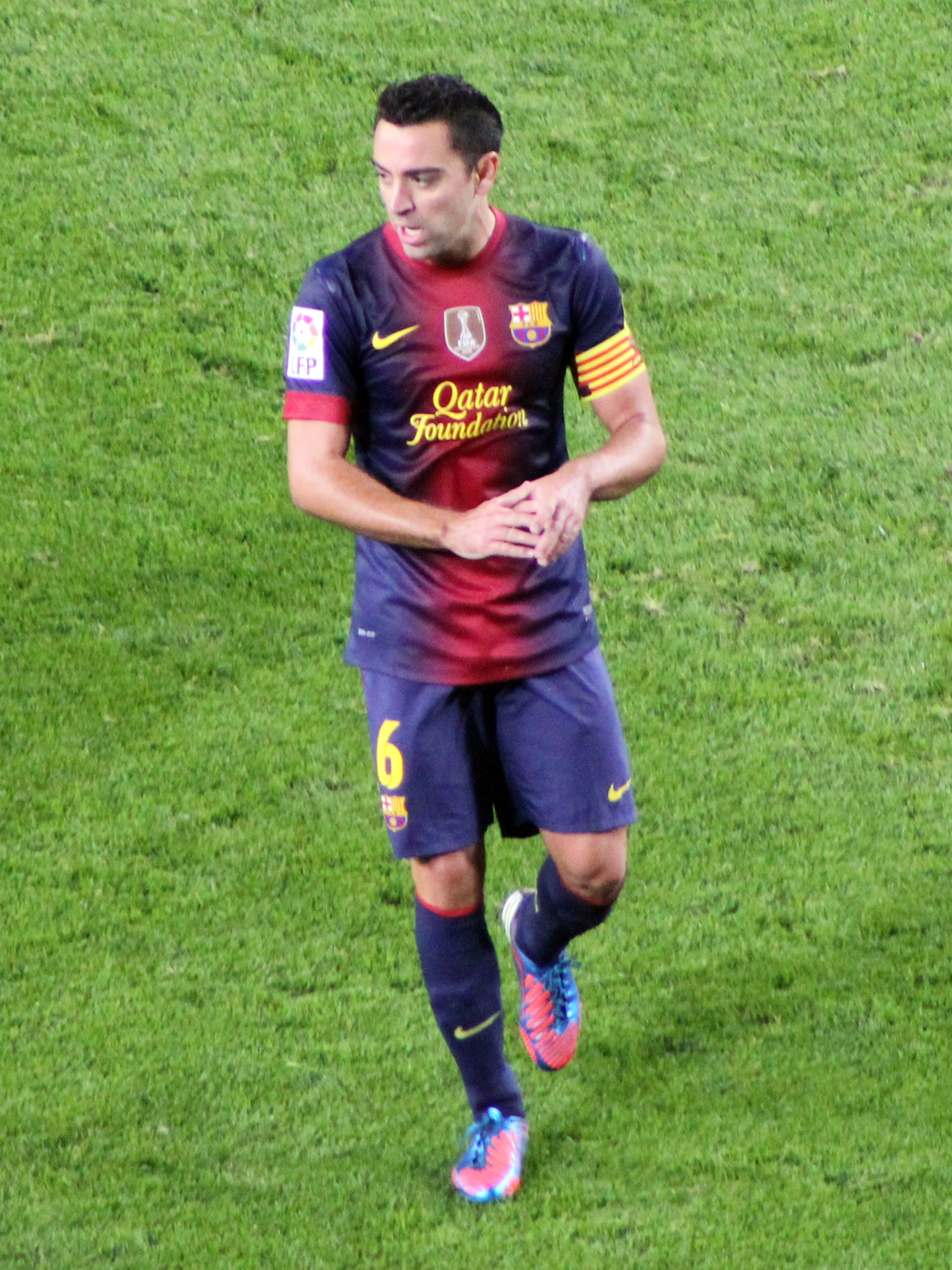
ژاوی بازی‌ساز اسپانیایی، چهار بار موفق به کسب این جایزه بین سال‌های ۲۰۰۸ تا ۲۰۱۱ شد

## بهترین بازی‌ساز جهان از نگاه آی‌اف‌اف‌اچ‌اس[۶][۷]
| سال  | بازیکن          | باشگاه       |
| ---- | --------------- | ------------ |
| ۲۰۰۶ | زین الدین زیدان | رئال مادرید  |
| ۲۰۰۷ | کاکا            | میلان        |
| ۲۰۰۸ | ژاوی            | بارسلونا     |
| ۲۰۰۹ | ژاوی            | بارسلونا     |
| ۲۰۱۰ | ژاوی            | بارسلونا     |
| ۲۰۱۱ | ژاوی            | بارسلونا     |
| ۲۰۱۲ | آندرس اینیستا   | بارسلونا     |
| ۲۰۱۳ | آندرس اینیستا   | بارسلونا     |
| ۲۰۱۴ | تونی کروس       | بایرن مونیخ  |
| ۲۰۱۴ | تونی کروس       | رئال مادرید  |
| ۲۰۱۵ | لیونل مسی       | بارسلونا     |
| ۲۰۱۶ | لیونل مسی       | بارسلونا     |
| ۲۰۱۷ | لیونل مسی       | بارسلونا     |
| ۲۰۱۸ | لوکا مودریچ     | رئال مادرید  |
| ۲۰۱۹ | لیونل مسی       | بارسلونا     |
| ۲۰۲۰ | کوین دی بروینه  | منچستر سیتی  |
| ۲۰۲۱ | کوین دی بروینه  | منچستر سیتی  |
| ۲۰۲۲ | لیونل مسی       | پاری سن ژرمن |
| ۲۰۲۳ | کوین دی بروینه  | منچستر سیتی  |
| ۲۰۲۴ | جود بلینگام     | رئال مادرید  |

## پیوندهای مرتبط
- وبگاه رسمی
- جوایز سالانه